# Univers 03
Univers 03 est une anthologie de huit nouvelles de science-fiction publiées entre 1964 et 1975, sélectionnées par Jacques Sadoul.
L'anthologie est la troisième de la série Univers qui compte 30 ouvrages. Elle ne correspond pas à un recueil qui serait déjà paru aux États-Unis ; il s'agit d'un recueil inédit de nouvelles, édité pour le public francophone.
L'anthologie a été publiée en novembre 1975 aux éditions J'ai lu dans la collection Science-fiction (no 629). L'image de couverture a été réalisée par Wojtek Siudmak.

## Première partie: nouvelles

### L'Ultime Plage
- Auteur : J. G. Ballard.
- Titre original : The Terminal Beach.
- Publication : 1964.
- Situation dans l'anthologie : pages 9 à 35.
- Traduction : Philippe R. Hupp.
- Résumé : Échoué sur un îlot théâtre d’essais nucléaires, un homme, hanté par le souvenir de la mort de sa famille, se laisse emporter, parmi les ruines, vers une déchéance physique et mentale.
- Nouvelle aussi publiée à cinq reprises en France, dont :
  - cette anthologie ;
  - Histoires de catastrophes ;
  - Mourir au futur, éd. UGE, 10/18 no 1048, mars 1976.
- Publications :
  - en langue allemande :
    - sous le titre Eiland des Todes (1965) ;
    - sous le titre Endstation Strand (1983) ;
    - sous le titre Der finale Strand (1983) ;
    - sous le titre Endzeitstrand (1990) ;
    - sous le titre Der letzte Strand (2007) ;

  - en langue néerlandaise sous le titre Doodlopend strand (1970) ;
  - en langue espagnole sous le titre Playa terminal (1971) ;
  - en langue portugaise sous le titre Praia Terminal (1972) ;
  - en langue hongroise sous le titre A végső part (1978) ;
  - en langue italienne sous le titre Terminal (1978) ;
  - en langue suédoise sous le titre Slutstranden (1984).
- Liens externes :
  - Notice sur Noosfère
  - Notice sur iSFdb

### Evane
- Auteur : Edwin Charles Tubb.
- Titre original : Evane.
- Publication :
  - aux États-Unis, New Writings in SF 22, anthologie composée par Kenneth Bulmer, éd. New Writing, avril 1973  (ISBN 0-283-97939-9).
  - en France, dans Dimension E.C. Tubb, éd. Black Coat Press, Rivière Blanche - Fusée, no 21, octobre 2011.
- Situation dans l'anthologie : pages 36 à 45.
- Résumé : L'astronaute Charles a été placé il y a plusieurs décennies dans ce vaisseau spatial en route vers une zone inexplorée de la galaxie. Il est le seul être humain à bord. Pour l’accompagner, une intelligence artificielle du nom d'« Evane ». Charles discute avec elle. Un jour, il lui confie son sentiment de solitude, d'inutilité et de vivre dans l’absurde : pourquoi l'a-t-on envoyé seul ? quel est son but ? pourquoi vivre ? Il pose des questions directes à Evane, qui finit par lui révéler la vérité : il est la mesure de la distance parcourue. Tant qu'il a pu supporter la solitude, il était encore en relation avec la Terre. L'intelligence artificielle envoie un gaz mortel qui tue instantanément Charles. Maintenant, l'humain-étalon étant mort, on peut « vraiment » rechercher une planète habitable.
- Liens externes :
  - Notice sur Noosfère
  - Notice sur iSFdb

### La Fuite du petit chat rouge dans les limbes du désespoir
- Auteur : Joël Houssin.
- Publication : 1975.
- Situation dans l'anthologie : pages 46 à 57.
- Remarques :
  - Nouvelle de type science-fiction new wave.
  - Il n'y a pas de « petit chat rouge » dans la nouvelle.
- Résumé : Peut-on vivre et rester sain d'esprit sans conscience de la réalité des choses ? Une réflexion sur la perception du temps, sur la réalité qui nous entoure et sur le pouvoir des drogues.
- Liens externes :
  - Notice sur Noosfère
  - Notice sur iSFdb

### Une histoire d'amour en trois actes
- Auteur : David Gerrold.
- Titre original : Love Story in Three Acts.
- Publication : 1970.
- Parution en France, notamment, dans Espaces inhabitables - 1, éd. Casterman, mars 1973.
- Situation dans l'anthologie : pages 58 à 71.
- Résumé :
  - Acte I : Durant leurs relations sexuelles, John et Marsha se mettent des électrodes connectées à un ordinateur. Après leurs ébats, la machine leur indique leur niveau de plaisir obtenu. Ce jour-là, le score est très mauvais : 34 % de plaisir, leur pire score. Marsha propose à John d'acheter une machine plus efficace, mais John refuse.
  - Acte II : En rentrant du travail le lendemain, John découvre à la porte de la maison M. Wolfe, un commercial d'une société qui fabrique et vend des machines avec système de guidage électronique intégré. Le commercial vante les mérites de la machine : elle ne fait pas que calculer le taux de plaisir obtenu durant l'acte sexuel, elle « guide » aussi les partenaires dans les zones érogènes à stimuler, dans les gestes à faire, dans les cadences à adopter. Et surtout, avec un score de 34%, il serait stupide de ne pas faire un investissement qui éviterait une insatisfaction du couple, voire un divorce.
  - Acte III : John et Marsha ont acheté la machine à guidage intégré. Le soir, se regardant en chiens de faïence, ils se demandent s'ils doivent l’essayer. Marsha dispose la machine près du lit, se déshabille, appelle John. Elle dispose sur son corps les électrodes. John, après réticence, fait de même. Les débuts sont lents et maladroits. Puis, les sens s'en mêlent et au bout d'un certain temps, ils se sentent « boostés » par la machine. Les débats s'améliorent, les fantasmes s'enflamment, les rythmes s'élèvent, et finalement tout cela finit par un double orgasme en même temps. Finalement, cela aura été un merveilleux moment, grâce à l'aide de la machine. La nouvelle se termine sur cette chute inattendue : « Ce fut seulement au matin qu'ils s'aperçurent que le module de guidage n'avait pas été branché. ».
- Article connexe : Effet placebo.
- Liens externes :
  - Notice sur Noosfère
  - Notice sur iSFdb

### Dans la région encombrée du ciel
- Auteur : Robert Borski.
- Titre original : In the Crowded Part of Heaven.
- Publication : 1974.
- Situation dans l'anthologie : pages 72 à 87.
- Résumé : Le récit est énoncé en dix sections de tailles inégales.
- Liens externes :
  - Notice sur Noosfère
  - Notice sur iSFdb

### Deux tristesses
- Auteur : George Alec Effinger.
- Titre original : Two Sadnesses.
- Publication : 1974.
- Situation dans l'anthologie : pages 88 à 107.
- Résumé :
- Liens externes :
  - Notice sur Noosfère
  - Notice sur iSFdb

### Le Monde du temps réel
- Auteur : Christopher Priest.
- Titre original : Real-Time World.
- Publication : 1971.
- Nouvelle parue aussi dans Le Livre d'or de la science-fiction : Christopher Priest.
- Situation dans l'anthologie : pages 108 à 142.
- Résumé : Un « Observatoire » a été créé pour, officiellement, traiter des informations sélectionnées par le Central. Parmi les membres de l'Observatoire, il y a Dan Winter. Il est le seul à savoir que l'Observatoire sert à « observer les observateurs » : quand on ne donne qu'une fraction d'informations à des personnes vivant de manière cloîtrée, comment ces personnes traitent-elles l'information ainsi donnée ? S'en détachent-ils ? La commentent-ils ? Font-ils des hypothèses, des élucubrations ? Dan est marié avec Clare, mais le couple ne s'entend plus. Par ailleurs, l'Observatoire a été installé sur la Lune, ce qui permet de renforcer l'aspect « communauté fermée » des membres de l'Observatoire. Quand le récit commence, Dan se rend compte que quelque chose a changé : sa femme n'est pas comme d'habitude et les autres membres se conduisent de manière étrange. Il apprend que les membres de l'Observatoire, persuadés d'être sur Terre, ont décidé de quitter l'Observatoire (Clare est d'accord pour quitter les lieux). Ils informent Dan de leur décision. Ce dernier leur révèle qu'ils sont sur la Lune et que la sortie de l'Observatoire, effectuée sans combinaison spatiale, va entraîner leur mort immédiate. Ses compagnons ne le croient pas et rétorquent que c'est lui qui a cru si longtemps à ce mensonge éhonté. Fiers et heureux de leur décision, les membres de l'Observatoire quittent les lieux. Dan ignore s'ils sont désormais vivants ou morts. Il ignore d'ailleurs s'il est vraiment sur la Lune ou alors sur Terre. Que faire ? Rester seul dans l'Observatoire qui peut être est sur la Lune, ou quitter les lieux, au risque d'en mourir, ou de découvrir qu'il est sur Terre ? Il ne parvient pas à se décider.
- Liens externes :
  - Notice sur Noosfère
  - Notice sur iSFdb

### Trip
- Auteur : Jacques Goimard.
- Publication : 1975.
- Situation dans l'anthologie :  pages 143 à 151.
- Résumé : La nouvelle étant de « type New wave », il n'y a pas de récit linéaire. La nouvelle est une série d'observations faites par le héros, Conan Leroidec[1], qui parcourt la Bretagne en train. Au fil de son trajet (cf. le titre « Trip » qui signifie trajet ou voyage, ou encore l'état d'une personne somnolente qui a consommé des stupéfiants) sont évoqués plusieurs auteurs célèbres de la science-fiction des années 1970. Ainsi l'auteur évoque les annonces suivantes : « Andrevon - Pâte à tartiner - Une délicieuse manière d'être original dans un cocktail ». Ou encore : « Il n'y a que Gérard Klein pour dire du bien de Gérard Klein ». Ou encore, faisant référence à lui-même : « Mettez une vache dans votre placard - Goimard longue conservation ». Sont aussi évoqués les noms de Stefan Wul, Marianne Leconte, J. G. Ballard, Moebius, Dominique Besse, Michel Jeury, John Brunner, etc., ou encore les maisons d'édition Albin Michel, Marabout, Ailleurs et Demain, etc.
- Liens externes :
  - Notice sur Noosfère
  - Notice sur iSFdb

## Partie thématique et encyclopédique

### Éditorial et introduction
- Éditorial par Jacques Sadoul, page 5.
- Introduction : « Programme final » par Yves Frémion, pages 6–7

### Articles
- « Vie et mort du "Rayon fantastique" » par Georges H. Gallet : pages 152 à 163 (étude sur la collection Le Rayon fantastique).
- « Hifiscifi rencontre les objets vinyliques » (sous-titré « Petit historique de la musique cosmique, du XVIIIe siècle à nos jours ») par Jean Bonnefoy : pages 164 à 179.

### Chronique, bibliographie et critiques
- Chronique : « Univers (3) de la SF » par Jacques Sadoul, pages 181-182.
- Bibliographie : « Parutions récentes 2e trimestre 1975 », par Yves Frémion, pages 183 à 187.
- Critiques : « Le Coin des spécialistes », par divers auteurs, pages 188-189.